# Варга Степан Адальбертович
Степан Адальбертович Варга (угор. Varga István, рос. Степан Адальбертович Варга), нар. 7 квітня 1942, Мункач, Угорщина) — колишній український і радянський футболіст, а згодом — український тренер, суддя та спортивний діяч. Грав на позиції нападника. Срібний призер чемпіонату СРСР з футболу серед команд-дублерів класу «А» (1962), чемпіон УРСР серед команд класу «Б» (1965) та срібний призер 1 зони другої ліги чемпіонату СРСР (1972). Дворазовий четвертьфіналіст Кубка СРСР з футболу (1964, 1967). Виступав за другу та за олімпійську збірну СРСР. Майстер спорту СРСР та суддя республіканської категорії з футболу.

## Клубна кар'єра
Свою ігрову кар'єру розпочав у дитячих командах м. Мукачеве, а у 1956 р. вже грав за юнаків місцевого «Динамо». Там його першими тренерами були Василь Гайлик та Людвіг Циммерман. У 1959 р. здібного юнака запросили до триразового чемпіона України — ужгородського «Спартака», але він ще в тому році перейшов до також друголігового українського клубу «Колгоспник» (Черкаси). Згідно прохання наставника ужгородців Михайла Михалини Варга, у 1961 р. повернувся до головної дружини краю, в якій провів два сезони. 
Однак, у 1962 р. він підписав контракт з першоліговою «Молдовою» (Кишинів). Незабаром на талановитого молодого нападника звернули увагу тренери київського "Динамо" і так він у свої двадцять років опинився у столиці України. Вже у першому сезоні у дублюючому складі киян він став чемпіоном СРСР серед команд класу «А». У 1963 р. його призвали в армію. Військову службу проходив у «СКА» (Львів), з командою якого здобув титул чемпіона України (1963) та дійшов до четвертьфіналу Кубка СРСР з футболу (1964). 
Згодом його перенаправили до першолігового армійського клубу «СК» (Одеса), звідки він безпосередньо потрапив до однієї з найкращих команд СРСР того часу — «ЦСКА» (Москва), з якою у 1966 р. здобув почесне 5 місце у першості країни, а у наступному році знову став четвертьфіналістом Кубка СРСР з футболу. Після цього його у 1967 р. запросили до також першолігового «Чорноморця» (Одеса), в якому він провів три сезони. У 1970 р. Степан Варга знову повернувся до рідного Закарпаття, де спочатку виступав у «Карпатах» (Мукачево), а потім три роки провів в ужгородській «Говерлі», з якою у 1972 р. став срібним призером першості України. Свою ігрову кар'єру цей видатний футболіст завершив у команді «Приладист» (Мукачево). 
11 жовтня 1964 року захищав кольори збірної УРСР проти молодіжної команди Німецької Демократичної Республіки. Матч на Центральному стадіоні Києва завершився перемогою господарів — 2:0 (відзначилися Варга і Лобановський). У складі української команди грали: Василь Гургач, Іван Вагнер, Сергій Круликовський, Анатолій Норов, Анатолій Александров, Володимир Левченко, Степан Варга, Анатолій Пузач (Георгій Кржичевський), Іштван Секеч, Валентин Левченко (Євген Корнієнко, Михайло Єрогов), Валерій Лобановський.

## Кар'єра тренера та судді
Після повернення він був граючим тренером у різних місцевих командах краю, а з 1977 р. працював помічником головного тренера «Говерли» (Ужгород), яка в тому році у своїй зоні першості УРСР серед команд класу «Б» здобула почесне 6 місце. Одночасно Варга був признаним арбітром. Відсудив чимало відповідальних ігор першостей області та республіки. Разом з тим він довгий час плідно працював у місцевих і обласних тренерських та суддівських радах.

## Досягнення
Командні трофеї
Чемпіонат УРСР з футболу
- чемпіон: 1965
- срібний призер: 1972
- 4 місце (2): 1963, 1973
- Першість УРСР. Клас «Б». 1 зона
  - 6 місце : 1977
- Кубок УРСР з футболу
  - 1/8 фіналу: 1959

Чемпіонат СРСР з футболу
- Чемпіонат СРСР з футболу серед команд-дублерів. Клас «А»
  - срібний призер: 1962
- Чемпіонат СРСР з футболу. Клас «А»
  - 5 місце: 1966
  - 8 місце: 1969
- Кубок СРСР з футболу
  - четвертьфіналіст (2): 1964, 1967

Індивідуальні досягнення
- Майстер спорту СРСР з футболу
- Суддя республіканської категорії з футболу